# O'funk'illo
O'Funk'illo es un grupo musical sevillano de funk rock ("Funky andaluz embrutessío" según los propios miembros del grupo). Su nombre proviene de mezclar la expresión andaluza "ojú killo" con funk, principal estilo de la banda. Aparte del funk, O'Funk'Illo cuenta con una gran variedad de estilos en sus composiciones, desde el metal al flamenco y el reggae.

## Biografía
Los comienzos de O'Funk'illo se remontan al año 1997, cuando actuaban bajo el nombre de Motherfunkers, principalmente haciendo versiones. El grupo obtuvo buena acogida, y decidieron empezar a componer con el actual nombre de O'funk'illo.
Con el tiempo, el grupo consolidó su éxito, formando parte obligatoria del cartel de varios festivales de música de importancia, como el Viña Rock o el Espárrago Rock y multitud de conciertos en solitario por toda España.
Su último trabajo tuvo una especial acogida, tanto en el público, como en los medios, obteniendo el premio a mejor álbum/grupo de rock alternativo en los Premios de la Música 2006, que subió a recoger Andreas Lutz, líder del grupo.
Andreas fue un vocalista de marcada personalidad, siempre cantando con un marcado acento andaluz e incluyendo la jerga sevillana en sus letras, fundador del sello independiente Artelojazz Producciones Creativas, con el que lanzó a Vikingo M.D., cantante de Narco, colaborador habitual en los discos de O'Funk'illo.
Los fanes del grupo se autodenominan funkáticos, la relación del grupo con sus fanes siempre fue muy estrecha, creando una verdadera comuna que los seguía por toda la geografía en los cientos de conciertos que ha dado el grupo sevillano, el cual se identifica precisamente por estos. En los directos, el grupo imprimía fuerza, guasa, e intención en su música, conformando un show que dirigía Andreas, acompañado por Pepe Bao al bajo y Javi Marciano a la guitarra. Sus fanes lo calificaban como "el show con más poca vergüenza de la historia".
Además de producir sus dos últimos discos, O'Funk'illo fueron productores y promotores del grupo Las Niñas, cuyas componentes Aurora Power, exmujer de Andreas Lutz, y Vicky G. Luna, fueron coristas de O'funk'illo durante sus primeras giras.Junto a ellas Raquel completó el grupo de coristas durante varios años.
Finalmente, en febrero de 2006, por discrepancias entre los miembros de la banda, el grupo se disuelve. Al ser copropietarios de los derechos de imagen del grupo Pepe Bao y Andreas Lutz, el nombre de O'Funk'illo no puede seguir utilizándose y se disuelve oficialmente. A pesar de esto, el resto de componentes deciden seguir girando bajo el nombre de "P'al Keli: tributo a O'Funk'illo". Realizan giras por la geografía española desde 2006 hasta 2008 con Athanai como vocalista en una temporada y Manuel Angel Mart de Estirpe, pero no editan más discos, aunque se grabaron maquetas.
Posteriormente Javi Lynch Marssiano y Pepe Bao han fundado un nuevo proyecto, Cusha!, una nueva agrupación que completa Yutah (que también acaba recientemente de abandonar la banda) y Joaquín Migallón a la batería, el que también fuera miembro fundador de O'Funk'illo y que abandonó a éste tras la grabación de su primer disco y Athanai vuelve a estar como vocalista. Cusha! no tiene aún ninguna producción editada.
Andreas Lutz, por otro lado, editó un disco junto a Alba Molina con el nombre de Tucara con la discográfica Warner Music, lanzado el 23 de junio del 2009.
Actualmente la banda continúa en activo con la formación original y tras una gira de regreso en 2017, están grabando nuevo disco y preparando nueva gira.

## Reunión en 2010
En 2010 se lleva a cabo la reunión de O'Funk'illo con el motivo de celebrar el décimo aniversario del lanzamiento de su primer disco. La idea de la reunión fue dar un número limitado de conciertos, aunque el reencuentro entre Andreas, Pepe y Javi sirve para limar asperezas entre ellos y finalmente deciden reanudar el proyecto de manera indefinida. La gira se prorroga durante todo el año y anuncian la publicación de un nuevo disco para ese mismo año.
En el 2011 editan Sesión Golfa pero Javi Lynch Marssiano se despega de la banda en plena gira de presentación para fundar AtomicA, un nuevo proyecto donde el guitarrista dará rienda suelta a su pasión por el Rock experimental y progresivo. Mientras O'Funk'illo ficha a Rafa Kas para proseguir la gira de Sesión Golfa y al mismo tiempo Atómica graba su álbum debut creando gran expectación.
En 2014 anuncian nuevo disco, titulado "5Mentario", que será lanzado en noviembre, de la mano del sello Rock Estatal Records. 
En 2018, 20 años después de su creación, O´Funk´illo reaparecen por todo lo alto con la formación original, con un disco doble con todos sus éxitos grabados de nuevo con colaboraciones de artistas de renombre.
Una vez lanzado el grandes éxitos tocaba grabar álbum nuevo, llamado O´Funk´Illoterapia (2020) tal y como indica su título parece toda una terapia para el trío en general y el vocalista en particular. “Fue de ruina, no más autodestrucción, puta cocaína, maldito alcohol” rapea en ‘Otro Escalón (Versión 2.0)’, el tema que cerraba el mencionado disco de colaboraciones y que han regrabado para abrir éste, donde repasa la trayectoria de estas dos décadas en una clara declaración de intenciones de dejar la mierda atrás y mirar al futuro. No es la única canción que han rescatado. El álbum se cierra con remixes de dos de sus hits, ‘Fiesta, Siesta’ (con las colaboraciones de Morodo y Gordo Master y guiños al ‘Shy Guy’ de Diana King) y ‘Nos Vamos Pa’l Kely’. Entremedias, la habitual mezcla de funky, metal y rock, con las colaboraciones de Kutxi Romero en ‘Buscando Likes’ (el tema más hardcore), Carlos Tarque en ‘Estás En Modo Avión’ y hasta una versión del ‘Staying Alive’ de Bee Gees rebautizado para la ocasión como ‘Tengo Que Madurar’.

## 25th Aniversario
En 2024, Andreas Lutz Vuelve a la banda para celebrar el 25 aniversario del primer disco, organizando junto a Hot Pro Management (Rafa Fajardo)una gira de más de 70 conciertos, en los que Anyelo Lutz, hijo de Andreas, también colaboraría cantando "Nos Vamos Pal' Kely".
Tras esto, se publica el single "El Tato Bootsy", en homenaje a Bootsy Collins, prometiendo regresar a lo que mejor se les da: Funky Andaluz Embrutessío, dando inicio a la del 25 aniversario.
En febrero de 2025 sale a la luz ¨Huele a Funk¨el segundo sencillo de lo que será el álbum 25 Aniversario con la colaboración estelar de Cimafunk, tema que posiciona a la banda dentro del público latinoamericano y estadounidense aún con más fuerza.
Será 2025 donde la banda actúe por primera vez en Latinoamérica y USA de la mano de Hot Pro Management.

## Componentes
- Andreas Lutz (vocalista) (1997-2006) (2010-2021) (2024-Actualmente)
- Pepe Bao (bajo) (1997-Actualidad)

## Antiguos componentes
- Joaquín Migallón (batería) (1997-2006) (2010-2011)
- Javi Lynch Marssiano (guitarra) (1997-2006)
- Chus Ticia (vocalista) (2021-2024)

## Componentes no oficiales
- Aurora Power (corista)
- Anyelo Lutz (corista)
- Vicky G. Luna (corista)
- Raquel LB (corista)
- Tania (corista)
- Alba Molina (corista)
- Eva (corista)
- Cheché Álvarez (corista)
- Athanai (corista y colaborador)
- Chacho Martín (batería)
- Moi Dr. Love (teclista-Samplers)
- David Axel Bao (batería)
- David Lerman (Guitarrista-Saxofonista)
- Susana Ruiz (Corista)
- Nacho Lesko (Teclista-Samplers)
- Yanina Mantuano Y Juan González (sección de metales)
- Txaco Jones (Corista)
- Ovidio Puscas (batería)
- Miguel Lamas (batería) (actualmente)
- Rafa Kas (guitarra) (2011-2014, 2025- Actualmente)

## Discografía
- O'Funk'illo (2000). Producido por Nigel Walker.
  - 1- Riñones al jerez
  - 2- O'funk'illo groove
  - 3- Nos vamos pal keli
  - 4- En el campito
  - 5- A jierro
  - 6- Al rollo del cogollo
  - 7- Todo pa la pacha mama
  - 8- El mármol
  - 9- Que la voy a liar
  - 10- Así estás donde estás
  - 11- Cara escombro "El hombre Roncha"

- En el Planeta Aseituna (2003). Producido por O'Funk'illo.
  - 1- Esso' cuenno'
  - 2- Dinero en los bolsillos
  - 3- Fiesta, siesta
  - 4- Mandíbula desencajá
  - 5- Arte un waka
  - 6- Emergencia
  - 7- Devolución cero
  - 8- En el planeta aseituna
  - 9- Vivimos tiempos perros
  - 10- Sr. Goma
  - 11- A shuparla ya
  - 12- Loco???

- No te cabe na' (2005). Producido por O'Funk'illo.
  - 1- Yo lo coloco
  - 2- Rulando
  - 3- Enga!
  - 4- Mary Jane
  - 5- No me des la brasa
  - 6- No te cabe na'
  - 7- Voz de la ira
  - 8- Maleao
  - 9- Perra rubia
  - 10- Yo paso de to'
  - 11- Eshame cuenn
  - 12- Como me la maravillaría yo
  - 13- Get's me through

- Sesión Golfa (2011). Producido por O'Funk'illo y Álvaro Gandul.
  - 1- Dame la pasta
  - 2- Hasta las cejas
  - 3- Revolución urbana
  - 4- Sin exagerar
  - 5- Pili Chicha
  - 6- Sociedad ilimitada
  - 7- Nuevo orden mundial (con Fortu de Obús)
  - 8- Llaman a la puerta
  - 9- Con toas mis ganas
  - 10- Shalao
  - 11- Donde estarás tú
  - 12- No para ompare
  - 13- Bulemetal (Sesión golfa) (con Raimundo Amador)
  - 14- Acción mutante

- 5mentario (2014). Producido Por O'Funk'illo 
  - 1- Soñar Despierto
  - 2- La Positiva
  - 3- Disturbio Bipolar
  - 4- Hirviendo
  - 5- Las Lápidas No Entienden
  - 6- Pegotes De Colores
  - 7- Bajo Y Voz
  - 8- Hoy La Voy A Liar Parda
  - 9- Personaje

- 20 Años a Jierro & 30 Amigos Embrutessío' (2018)
  - 1- Al Rollo del Cogollo, feat. Brigi (Koma)
  - 2- Rulando, (feat. La Mari de Chambao y Miguel Campello)
  - 3- Dinero en los Bolsillos, (feat. El Sevilla (Mojinos Escozios))
  - 4- Planeta Aseituna, (feat. Javier Ojeda (Danza Invisible), Astola & Ratón)
  - 5- Nos Vamos pal Kely, (feat. Pablo Nicasso (La Jungla) y Nita (Fuel Fandango))
  - 6- A shuparla Ya, (feat. SFDK)
  - 7- Mary Jane, (feat. Juanito Makandé, Rozalén, Raimundo Amador y Pepillo (Tabletom))
  - 8- Riñones Al Jerez, (feat. El Drogas)
  - 9- Hasta las Cejas, (feat. Capitán Cobarde)
  - 10- Pachamama, (feat. Alba Molina y Jose Valencia)
  - 11- El Campito, (feat. Antílopez Mundo)
  - 12- Fiesta Siesta, (feat. Gordo Master y Pablo (Jammin'Dose))
  - 13- Caraescombro, feat. Viktor (Brutal Thin)
  - 14- Arte un Waka, (feat. Lin Cortés)
  - 15- Soñar Despierto, (feat. Mart (Estirpe))
  - 16- Ajierro (feat. Tomasito)
  - 17- O'funk'illo Groove, (feat. El Canijo de Jerez)
  - 18- Esso Cuenno, (feat. Vikingo MD (NARCO))
  - 19- Otro Escalón, (feat. Tote King y Shotta)

- O'funk'illoterapia (2020). Producido Por O'Funk'illo
  - 1- Otro Escalón (Versión 2.0)
  - 2- O'funk'illoterapia
  - 3- Enredes
  - 4- Mastodonte
  - 5- Estás en Modo Avión
  - 6- La Momá Tierra
  - 7- Volante Tripolar
  - 8- Buscando Likes
  - 9- Tengo Que Madurar
  - 10- Fiesta, Siesta DuB Remix (feat. Morodo y Gordo Master)
  - 11- Nos Vamos Pa'l Kely Jungle Remix
- El Tato Bootsy (2024)